# Quasi-Zenith Satellite System

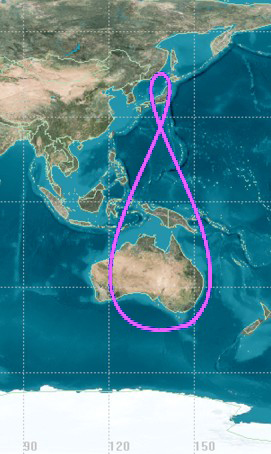
Òrbita d'un satèl·lit Quasi-Zenit.

Animació del QZSS, on es pot veure l'òrbita de tundra resultant.

El Quasi-Zenith Satellite System (QZSS) (en japonès Michibiki (みちびき)) és un sistema regional de navegació per satèl·lit compost per quatre satèl·lits desenvolupat pel govern japonès per a millorar el sistema GPS operat pels Estats Units a la regió d'Àsia-Oceània, especialment a la zona de Japó. La principal funció del QZSS és proporcionar serveis de posicionament precisos i estables i compatibles amb el sistema GPS. El sistema va ser disponible per a proves a partir del 12 de gener de 2018, i va començar l'activitat oficialment l'1 de novembre del mateix any. El maig de 2023 es va anunciar que el sistema s'ampliaria a onze satèl·lits.

## Història
L'any 2002, el govern japonès va autoritzar el desenvolupament del QZSS com a sistema de transferència de temps regional de tres satèl·lits i un sistema d'augment basat en satèl·lits per al Sistema de Posicionament Global (GPS) operat pels Estats Units per rebre dins del Japó. Es va adjudicar un contracte a Advanced Space Business Corporation (ASBC), que va començar el treball de desenvolupament de conceptes, i Mitsubishi Electric, Hitachi i GNSS Technologies Inc. No obstant això, ASBC es va col·lapsar el 2007, i el treball va ser assumit per Satellite Positioning Research and Application. Centre (SPAC), que és propietat de quatre departaments del govern japonès: el Ministeri d'Educació, Cultura, Esports, Ciència i Tecnologia, el Ministeri d'Afers Interns i Comunicacions, el Ministeri d'Economia, Comerç i Indústria i el Ministeri de Terra, Infraestructures, Transport i Turisme.
El primer satèl·lit es va posar en òrbita l'11 de setembre de 2010, amb plans de tenir el sistema operatiu complet l'any 2013. El març de 2013, l'Oficina del Gabinet del Japó va anunciar l'expansió de QZSS de tres satèl·lits a quatre, i es va signar un contracte de 526 milions de dòlars amb Mitsubishi Electric per a la construcció de tres satèl·lits previstor per ser llançats abans de finals de 2017. El tercer satèl·lit es va posar en òrbita el 19 d'agost de 2017, i el quart es va llançar el 10 d'octubre de 2017. El sistema bàsic de quatre satèl·lits es va anunciar finalment com a operatiu l'1 de novembre de 2018.
A data de l'any 2024, una configuració amb onze satèl·lits està en consideració, cosa que afegiria redundància en cas de fallida d'algun satèl·lit.

## Òrbita
El QZSS utilitza un satèl·lit geoestacionari i tres satèl·lits en òrbites de tipus tundra, lleugerament el·líptiques i geosíncrones, separades entre elles per un angle de 120º. Degut a aquesta inclinació, no són òrbites geoestacionàries ja que no romanen en el mateix punt en el cel. En canvi, els satèl·lits tracen òrbites en forma d'analema, dissenyades de tal forma que un dels satèl·lits sigui a sobre del Japó (amb elevació de més de 60º) en tot moment.
Els elements orbitals nominals són:
| Època                                  | 26 de desembre de 2009, 12:00 UTC |
| Semieix major (a)                      | 42,164 km (26.199 mi)             |
| Excentricitat (e)                      | 0,075 ± 0,015                     |
| Inclinació (i)                         | 43° ± 4°                          |
| Longitud del node ascendent (Ω)        | 195° (inicial)                    |
| Argument del perigeu ( ω )             | 270° ± 2°                         |
| Anomalia mitjana ( M 0 )               | 305° (inicial)                    |
| Longitud central de la traça terrestre | 135° E ± 5°                       |

La constel·lació de set satèl·lits planificada consta de quatre satèl·lits d'òrbita quasi-zenital, dos satèl·lits geoestacionaris i un satèl·lit d'òrbita quasi-geoestacionària.